# Kubanische Rebellenarmee
Rebellenarmee (span. Ejército Rebelde) war die im Verlauf der kubanischen Revolution selbst gewählte Bezeichnung der kubanischen Guerillabewegung.
Die Rebellenarmee umfasste mehrere im Kampf gegen Fulgencio Batistas Regierung vereinte Gruppierungen, deren dominante Kraft die von Fidel Castro angeführte Bewegung des 26. Juli war. Parallel zum militärischen Kampf der Rebellenarmee verfolgten die Batista-Gegner eine erfolgreiche Strategie des städtischen Untergrundkampfs durch Sabotageaktionen, Attentate und Terroranschläge zur Destabilisierung des Staates.
Das politische und militärische Hauptquartier der Bewegung des 26. Juli lag am Fuße des Pico Turquino (1974 m) in der Sierra Maestra, von wo aus Castro die Aktivitäten seiner Truppen sowie der Untergrundkämpfer der Bewegung koordinierte. Von dort aus kommunizierte er seit Februar 1958 über den Hörfunksender Radio Rebelde.
Die Guerillakämpfer der Zweiten Nationalen Front des Escambray (SFNE) und des Revolutionsdirektoriums 13. März hatten ihre Hauptquartiere im zentralkubanischen Escambray-Gebirge.
Der höchste Dienstgrad war der des Comandante (Major) – der bis Kriegsende rund 70 Guerilleros verliehen wurde, teilweise auch als posthume Ehrung für gefallene Kämpfer. Unterhalb des Comandante existierten die Grade des  Capitán (Hauptmann) und Teniente (Leutnant).

## Die wichtigsten Befehlshaber im Rang des Comandante

### Comandantes der Bewegung des 26. Juli

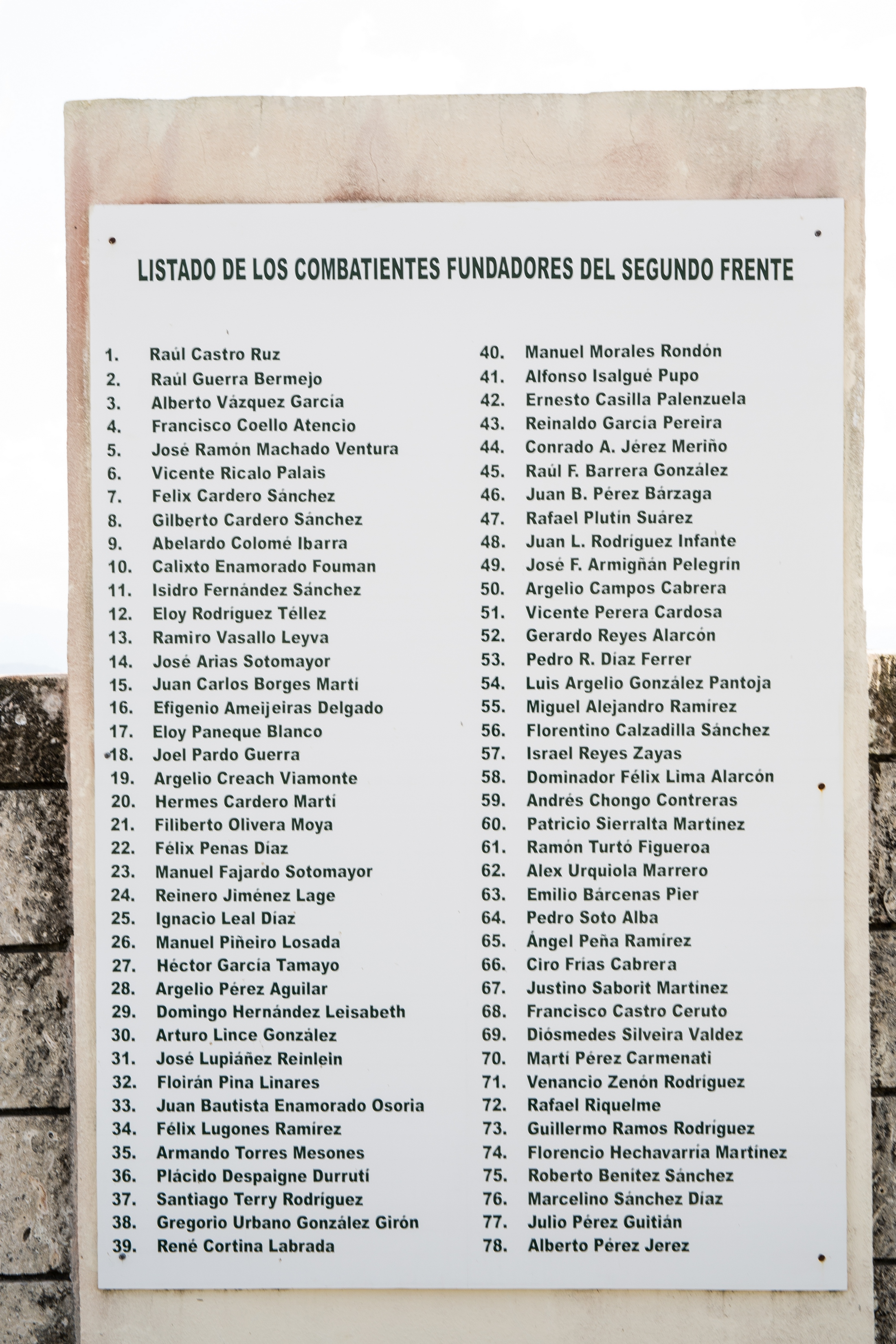
Gedenktafel für die Gründungsmitglieder der 2. Front in Mayarí Arriba

- Fidel Castro, Comandante en Jefe (seit Beginn der Guerilla: Dezember 1956, Chef der I. Front);
- Ernesto „Che“ Guevara (seit Juli 1957, Chef der Front „Süden und Zentrum von Las Villas“);
- Raúl Castro (seit Februar 1958, Chef der II. Front);
- Juan Almeida (seit Februar 1958, Chef der III. Front);
- Crescencio Pérez (seit März 1958);
- Ramiro Valdés (seit März 1958);
- Camilo Cienfuegos (seit April 1958, Chef der Front „Norden von Las Villas“);
- Delio Gómez Ochoa (seit April 1958, Chef der IV. Front);
- Juan Vitalio Acuña Núñez (seit November 1958)
- Huber Matos (seit August 1958, späterer Dissident)

### Comandantes anderer Truppen
- Eloy Gutiérrez Menoyo, Chef der Zweiten Nationalen Front des Escambray (späterer Dissident);
- William Morgan, stellvertretender Chef der SFNE (späterer Dissident);
- Faure Chomón, Chef des Revolutionsdirektoriums 13. März;
- Rolando Cubela, Militärchef des Revolutionsdirektoriums 13. März (späterer Dissident);